# Sziliweri
Sziliweri (bułg. Шиливери) – wieś w Bułgarii, w obwodzie Wielkie Tyrnowo, w gminie Elena. Wieś wymarła.